# 그단스크 경기장
그단스크 경기장(폴란드어: Stadion w Gdańsku)은 폴란드 그단스크에 위치한 축구 경기장으로, 레히아 그단스크의 홈구장으로 사용되고 있으며 43,165명을 수용할 수 있다.
2009년 12월 폴란드의 국영 에너지 기업인 폴스카 그루파 에네르게티치나(Polska Grupa Energetyczna, PGE)가 5년 동안 3,500만 즈워티를 지급하는 조건으로 경기장 스폰서 계약을 체결하면서 PGE 아레나 그단스크(폴란드어: PGE Arena Gdańsk)으로 명명되었다. 건설 당시에는 발틱 아레나(Baltic Arena)라는 이름으로 불리기도 했다.
UEFA 유로 2012 경기가 열린 경기장 가운데 하나로서 대회 기간 동안에는 아레나 그단스크(Arena Gdańsk)라는 이름을 사용했다. 2015년 11월 9일에 폴란드의 에너지 기업인 에네르가(Energa)가 2020년까지 경기장 스폰서 계약을 체결하면서 경기장 이름 또한 스타디온 에네르가 그단스크(Stadion Energa Gdańsk)로 바뀌었다. 2020-21년 UEFA 유로파리그 시즌의 결승전 경기가 열릴 예정인 경기장이기도 하다.

## 같이 보기
- 그단스크 레흐 바웬사 공항